# The People vs. Larry Flynt
The People vs. Larry Flynt (bra O Povo contra Larry Flint; prt Larry Flynt) é um filme canado-estadunidense de 1996, do gênero drama biográfico, dirigido por Milos Forman. Relata a vida de Larry Flynt, polêmico editor da revista pornográfica Hustler, que enfrentou vários processos na justiça estadunidense.

## Sinopse
O filme começa em 1952 com o jovem de dez anos de idade Larry Flynt vendendo aguardente caseiro em Kentucky. Depois a narrativa pula 20 anos e Flynt e seu irmão mais novo Jimmy estão administrando a boate Hustler Go-Go em Cincinnati. Como forma de melhorar os lucros, Flynt decide publicar panfletos com fotos das mulheres que se apresentam na boate. Ao pedirem que ele inclua textos nos panfletos, Flynt inicia a revista Hustler, como uma versão mais popular da Playboy. A publicação fica conhecida quando divulga fotos não autorizadas de Jacqueline Kennedy Onassis nua.
Flynt é promíscuo mas acaba tornando sua amante favorita a stripper bissexual Althea Leasure. Com o auxílio de Althea e Jimmy, Flynt se torna um milionário com o sucesso da Hustler. Mas também se iniciam campanhas contra eles, particularmente os ativistas antipornografia.
Com os inúmeros processo que Flynt começa a sofrer na justiça americana, ele se torna amigo do advogado Alan Isaacman. Em 1975, Flynt perdeu um caso em Cincinnati mas não foi preso. Ruth Carter Stapleton, uma religiosa cristã e irmã do presidente Jimmy Carter, convence  Flynt a se tornar um devoto de Jesus, o que altera o conteúdo da Hustler.
Em 1978, na saída de um julgamento na Geórgia, Flynt e Isaacman são atingidos por disparos de rifle. Isaacman se recupera mas Flynt fica com as pernas paralisadas, tendo que se locomover com uma cadeira de rodas. Com esse sofrimento, Flynt deixa o Cristianismo e se torna dependente de drogas, acabando por viciar sua esposa em morfina.
Em 1983, Flynt resolve reassumir a revista. Mas logo ele vai parar no tribunal, dessa vez por divulgar um vídeo de um negócio de drogas arranjado pelo FBI. Flynt também publica uma paródia do evangélico Jerry Falwell que o processa por difamação e em resposta, Flynt o acusa de violação de direitos autorais (Falwell publicou inúmeros folhetos com a reprodução do texto de Flynt para serem distribuidos em sua comunidade). Em 1984, a decisão foi mista, com Flynt sendo condenado por desconforto emocional mas não difamação.
Althea contrai o vírus HIV pelo seu uso continuado de drogas e, em 1987, Flynt a encontra afogada em sua banheira. Flynt resolve pedir a Isaacman que apele na Suprema Corte sobre a decisão no caso de Falwell.

## Elenco
- Woody Harrelson .... Larry Flynt
- Courtney Love .... Althea
- Edward Norton .... Alan Isaacman
- Brett Harrelson .... Jimmy Flynt
- Donna Hanover .... Ruth Carter Stapleton
- James Cromwell .... Charles Keating
- Crispin Glover .... Arlo
- Vincent Schiavelli .... Chester
- James Carville .... Simon Leis
- Scott William ....
- Larry Flynt .... Juiz Morrissey

## Principais prêmios e indicações
Oscar 1997 (EUA)
- Indicado
  - Melhor diretor[3]
  - Melhor ator (Woody Harrelson)[3]

Globo de Ouro 1997 (EUA)
- Venceu
  - Melhor diretor[4]
  - Melhor roteiro[4]
- Indicado
  - Melhor filme - drama[4]
  - Melhor ator - drama (Woody Harrelson)[4]
  - Melhor atriz - drama (Courtney Love)[4]

Festival de Berlim 1997 (Alemanha)
- Recebeu o Urso de Ouro[carece de fontes?]

NYFCC Award 1996 (New York Film Critics Circle Awards, EUA)
- Venceu na categoria de Melhor Atriz (coadjuvante/secundária) (Courtney Love)[carece de fontes?]

LAFCA Award 1996 (Los Angeles Film Critics Association Awards, EUA)
- Venceu na categoria de Melhor Ator (coadjuvante/secundário) (Edward Norton)[carece de fontes?]